# Mărișel (gmina)
Mărișel – gmina w Rumunii, w okręgu Kluż. Obejmuje tylko jedną miejscowość Mărișel. W 2011 roku liczyła 1488 mieszkańców.